# 亞瑟王座

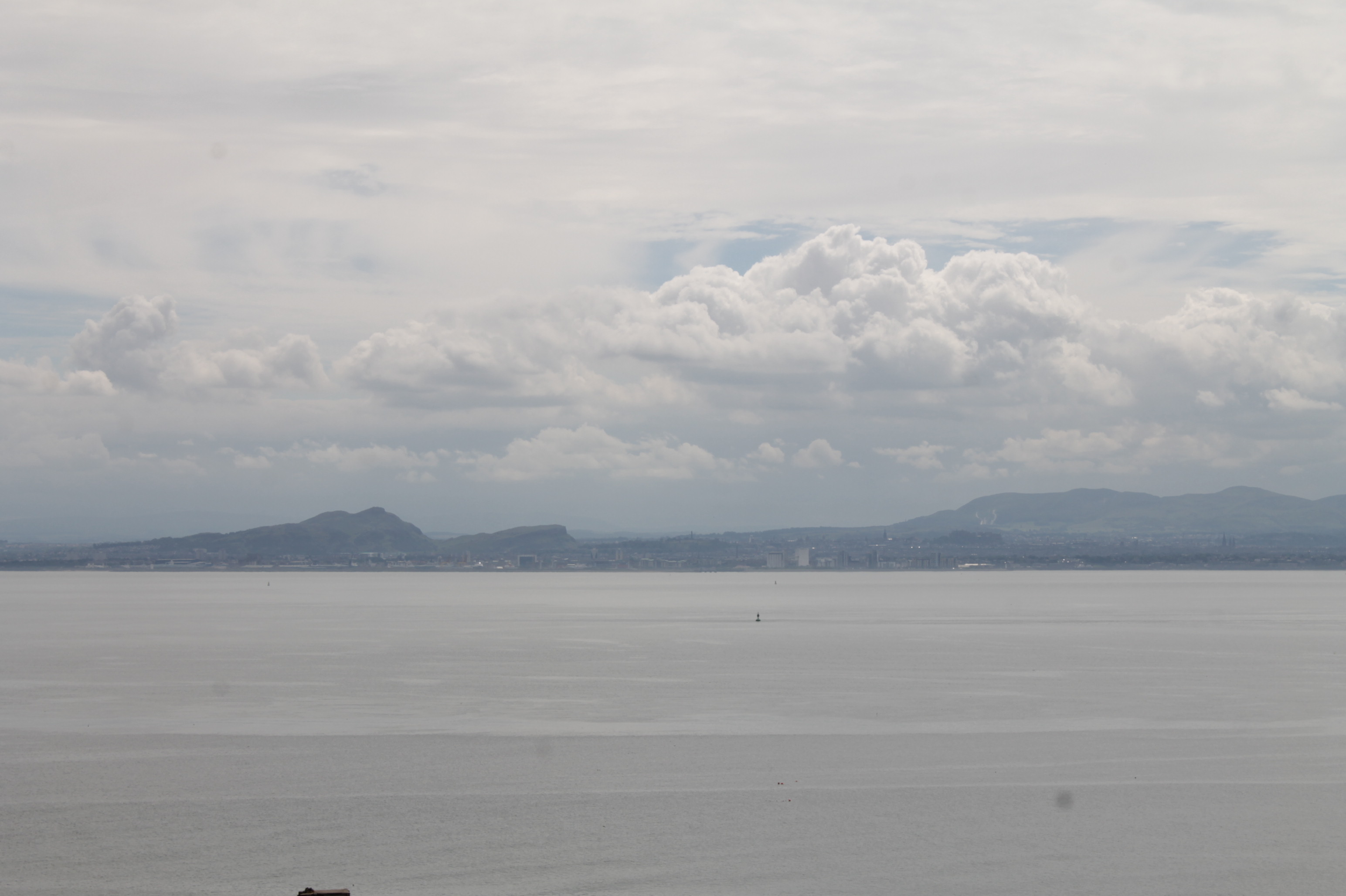
從福斯灣看亞瑟王座

亞瑟王座（Arthur's Seat） 是一座位於蘇格蘭愛丁堡荷里路德公園的山峰，其高度為186（610英尺）。在山上能夠一覽愛丁堡全景，加上又易於攀登而成為遊客必經之地。索爾茲伯里峭壁所在一側較為陡峭，因而也為攀岩愛好者提供了絕佳場所。其頂部有一個小型的山丘堡壘。
相傳此地名稱來自亞瑟王，這一說法較早記錄見於蘇格蘭的史詩《Y Gododdin》。蘇格蘭蓋爾語中並沒有亞瑟王座的專門稱呼。

## 地质
亞瑟王座是亞瑟王座火山具特殊科學價值地點三個部分中最大的部分（另外兩個部分為卡爾頓山和城堡岩）。這裡有保護地質、草場和非尋常動植物的作用。亞瑟王座由石炭紀早期的火山系統形成，成分與愛丁堡城堡所用岩石成分相同。根據火山岩的成分推斷在341至335百萬年前形成。

## 外部連結
- Bartholomew's Chronological map of Edinburgh (1919)（页面存档备份，存于）

- Walking guide to Arthur's Seat （页面存档备份，存于）
- Computer generated summit panoramas Arthur's Seat （页面存档备份，存于） index（页面存档备份，存于）
- University of Edinburgh Undergraduate Geology Notes, explains the Formation of Arthur's Seat（页面存档备份，存于） very well
- Arthur's Seat Coffins at the National Museum of Scotland
- The miniature coffins found in 1836
- British Geological Survey report on the Arthur's Seat rockfall, Edinburgh, February 2007 （页面存档备份，存于）
- Stuart McHardy, The Goddess in the Landscape of Scotland